# Llagunoa nitida
Llagunoa nitida là một loài thực vật có hoa trong họ Bồ hòn. Loài này được Ruiz & Pav. mô tả khoa học đầu tiên năm 1798.